# 太陽のサイン
「太陽のサイン」（たいようのサイン）は、azusaの7枚目のシングル。2012年10月17日にポニーキャニオンから発売された。

## 概要
前作「告白」から約8ヶ月ぶりのリリースとなる2012年3作目のシングル。表題曲「太陽のサイン」は、テレビアニメ『武装神姫』のエンディングテーマに起用された透明感のある爽やかな楽曲。他方神姫盤に収録されている月のうさぎはazusa曰く「幻想的な曲」であるという。なおの本作の発売を記念してAKIHABARAゲーマーズ本店でお渡し会が開催された。

## 収録曲
（全作詞・作曲・編曲：azusa）

### 神姫盤
1. 太陽のサイン [3:59]
テレビアニメ『武装神姫』エンディングテーマ
2. 月のうさぎ [3:26]
3. 太陽のサイン（Instrumental）

### 通常盤
1. 太陽のサイン [3:59]
2. 虹のはじまる場所 [4:52]
3. 太陽のサイン（Instrumental）